# 蒙塔迪
蒙塔迪（法語：Montady，法語發音：[mɔ̃tadi]）是法国埃罗省的一个市镇，属于贝济耶区。

## 地理
蒙塔迪（43°19'50"N, 3°7'15"E）面积9.95 平方千米，位于法国奧克西塔尼大區埃罗省，该省份为法国南部沿海省份，南濒地中海，西南接奥德省，西北接塔恩省和阿韦龙省，东北与加尔省接壤。
与蒙塔迪接壤的市镇（或旧市镇、城区）包括：貝濟耶、卡佩斯唐、科隆比耶、莫雷扬、尼桑莱藏塞吕讷、波耶。

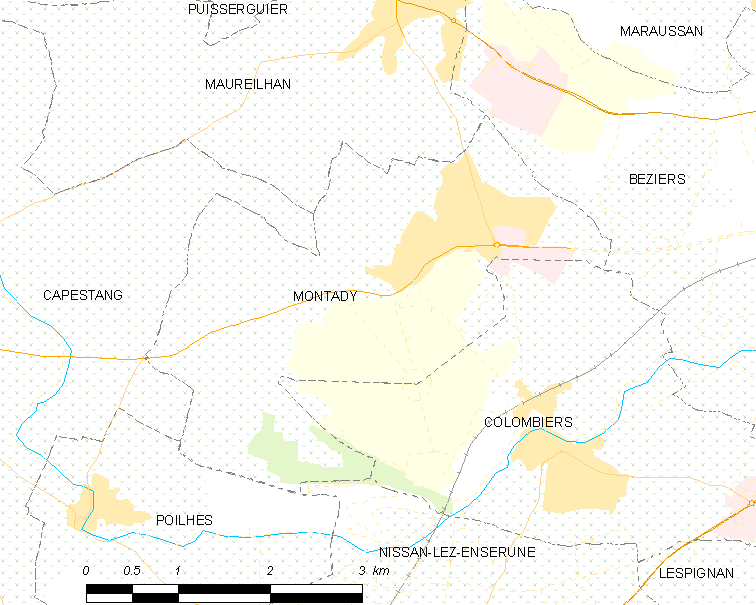
蒙塔迪的OSM定位图

蒙塔迪的时区为UTC+01:00、UTC+02:00（夏令时）。

## 行政
蒙塔迪的邮政编码为34310，INSEE市镇编码为34161。

## 政治
蒙塔迪所属的省级选区为卡祖勒莱贝济耶县。

## 人口

1962-2008年间蒙塔迪人口变化图示

蒙塔迪于2022年1月1日时的人口数量为4020人。